# Републикански път III-7106
Републикански път IIІ-7106 е третокласен път, част от Републиканската пътна мрежа на България, преминаващ изцяло по територията на Добричка област. Дължината му е 13,1 km.
Пътят се отклонява надясно при 59 km на Републикански път II-71 в центъра на село Карапелит и се насочва на запад-северозапад през северозападната част на Добруджанското плато. Преминава последователно през селата Гешаново, Подслон и Кочмар и западно от последното се свързва с Републикански път III-207 при неговия 45,7 km.
| Пътища, отклоняващи се надясно (населено място, № на пътя, посока на пътя) | km   | Пътища, отклоняващи се наляво (посока на пътя, № на пътя, населено място)                             |
| -------------------------------------------------------------------------- | ---- | --- |
| Добричка община, II-71, 59 km, с. Карапелит → .                            | 0,0  | → с. Карапелит, 59 km, II-71, Добричка община → с. Карапелит, общински път (за селата Енево и Медово) |
| с. Гешаново                                                                | 3,6  | → с. Гешаново, общински път (за с. Енево)                                                             |
| с. Подслон                                                                 | 5,4  | с. Подслон                                                                                            |
| Община Тервел                                                              | 8,5  | Община Тервел                                                                                         |
| с. Кочмар                                                                  | 11,7 | с. Кочмар                                                                                             |
| (до гр. Алфатар) III-207, 45,7 km ←                                        | 13,1 | ← 45,7 km, III-207 (от с. Ветрино)                                                                    |